# Vaudricourt, Somme

Vaudricourt este o comună în departamentul Somme, Franța. În 1 ianuarie 2022 avea o populație de 415 de locuitori.